# Échec au crime
Ne pas confondre avec le film américain de 1945 Échec au crime.

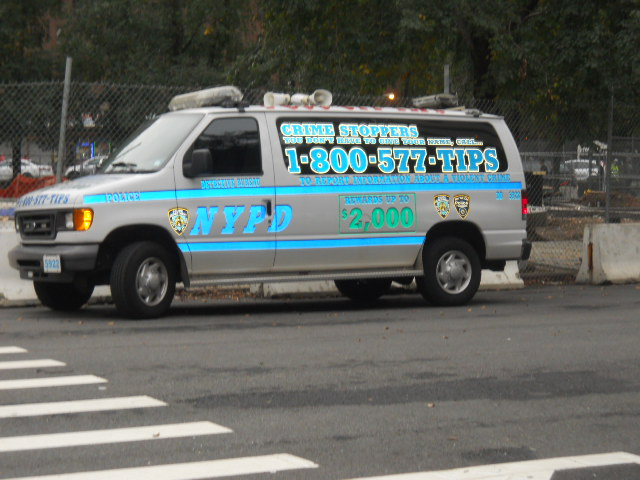
Camionnette de "Crime Stoppers" à New York, aux États-Unis, en 2011.

Échec au crime est un programme à but non lucratif permettant aux citoyens de partager, anonymement, des informations sur des activités de nature criminelle ou sur des criminels. Un individu peut alors aider à résoudre un crime sans toutefois faire partie du processus de l'enquête.
Internationalement, ce programme est plus connu sous le nom de Crime Stoppers. 
Ce programme international est géré indépendamment de corps policiers par des équipes de bénévoles. Ceux-ci supervisent, recueillent des fonds et offrent des récompenses financières en échange d'informations menant à une arrestation.

## Présence dans le monde
Ce programme est présent dans le monde entier, mais essentiellement dans les pays anglophones : 
- Amérique du nord : 
  - Canada anglophone[4]
  - Québec (Canada)[1]
  - Guam[4]
  - Îles Mariannes du Nord[4]
  - États-Unis[4] (État par État, et au niveau fédéral)
- Europe : 
  - Angleterre[5]
  - Pays Bas[3],
- Australie et Asie du sud est[3]
- Afrique : 
  - Afrique du Sud[3]

## Présence dans les pays francophones
Ce programme est présent dans la province canadienne de Québec sous le nom d'Échec au crime. Il n'est présent dans aucun autre pays francophone.